# Манжетний Михайло Михайлович
Манже́тний Миха́йло Миха́йлович (рос. Манжетный Михаил Михайлович); (24 серпня (5 вересня) 1887 , Кельці, Варшавське генерал-губернаторство  — 1959 , Сідней ) — полковник російської армії, учасник Громадянської війни.

## Біографія
Михайло Михайлович Манжетний народився в 1886 році.
Закінчив Єлисаветградське кавалерійське училище в 1907 році.
В 1908 році був відправлений на службу в 17-й Новомиргородський уланський полк в званні корнета. Вже 1909 року він переводиться в окремий корпус жандармів і стає ротмістром.
З 1910 по 1917 роки Манжетний займає посаду помічника начальника Челябінського відділення Омської жандармерії залізниць ад'ютанта Виленського, потім — начальником Пермського жандармського поліцейського управління залізниць.
З 1918 року Манжетний у складі Білої армії. В червні цього ж року він став командиром взводу Курганського добровольчого загону, згодом — в партизанському загоні підполковника Смоліна. В кавалерійській атаці з шістьма козаками атакував і взяв в полон 150 червоноармійців, захопив бронепоїзд.
Після взяття Пермі білою гвардією в грудні 1918 року йому було присвоєно звання полковника і призначено командиром окремого кінно-єгерського дивізіону 18-ї Сибірської стрілецької дивізії, сформованого з солдат, які в новому складі перейшли від червоних на сторону Білої армії.
По закінченню війни з 1920 року полковник Манжетний проживає в Харбіні. В 1926—1928 роках він командував 4-м кавалерійським полком російського загону генерала Нехаєва в армії Чжан Цзоліна. Жив в Пекіні та Тяньцзіні.
1937 року в журналі «Вартовий» були опубліковані мемуари Манжетного.
В 1949 році Михайло Манжетний переїхав на Філіппіни, а згодом в Австралію, де й помер в 1959 році.